# Чемпіонат Європи з водних видів спорту 1947
43°44′20″ пн. ш. 7°25′31″ сх. д. / 43.738942° пн. ш. 7.425237° сх. д.
Чемпіонат Європи з водних видів спорту 1947, 6-й за ліком, тривав з 10 до 14 вересня 1947 року в Монте-Карло (Монако). Розіграно нагороди з плавання (на довгій воді), стрибків у воду і водного поло (чоловіки).

## Таблиця медалей
| Місце               | Країна              | Золото | Срібло | Бронза | Загалом |
| ------------------- | ------------------- | ------ | ------ | ------ | ------- |
| 1                   | Франція             | 6      | 1      | 1      | 8       |
| 2                   | Данія               | 5      | 0      | 1      | 6       |
| 3                   | Угорщина            | 1      | 5      | 4      | 10      |
| 4                   | Швеція              | 1      | 4      | 0      | 5       |
| 5                   | Велика Британія     | 1      | 2      | 2      | 5       |
| 5                   | Нідерланди          | 1      | 2      | 2      | 5       |
| 7                   | Італія              | 1      | 0      | 0      | 1       |
| 8                   | Югославія           | 0      | 1      | 1      | 2       |
| 8                   | Австрія             | 0      | 1      | 1      | 2       |
| 10                  | Бельгія             | 0      | 0      | 2      | 2       |
| 10                  | Чехословаччина      | 0      | 0      | 2      | 2       |
| Загалом (11 збірна) | Загалом (11 збірна) | 16     | 16     | 16     | 48      |

## Медальний залік

### Стрибки у воду
Змагання чоловіків
| Дисципліна    | Золото                  | Золото | Срібло                   | Срібло | Бронза                       | Бронза |
| ------------- | ----------------------- | ------ | ------------------------ | ------ | ---------------------------- | ------ |
| Трамплін, 3 м | Роже Ейнкеле Франція    | 126.71 | Сванте Юганссон Швеція   | 118.88 | Ласло Хідвегі                | 114.50 |
| Вишка, 10 м   | Томас Хрістіансен Данія | 105.55 | Леннарт Бруннгаґе Швеція | 98.85  | Луїс Маршант Велика Британія | 95.32  |

Змагання жінок
| Дисципліна    | Золото                 | Золото | Срібло                   | Срібло | Бронза                      | Бронза |
| ------------- | ---------------------- | ------ | ------------------------ | ------ | --------------------------- | ------ |
| Трамплін, 3 м | Мадлен Моро Франція    | 100.43 | Альма Штаудінґер Австрія | 90.67  | Жаннетт Обер-Пінель Франція | 86.78  |
| Вишка, 10 м   | Ніколь Пейїсар Франція | 60.03  | Ейлін Сагот              | 59.86  | Альма Штаудінґер Австрія    | 58.02  |

### Плавання
Змагання чоловіків
| Дисципліна                      | Золото                                                               | Золото  | Срібло                                                     | Срібло  | Бронза                                            | Бронза  |
| ------------------------------- | -------------------------------------------------------------------- | ------- | ---------------------------------------------------------- | ------- | ------------------------------------------------- | ------- |
| 100 м вільним стилем            | Александр Жані Франція                                               | 56.9    | Пер-Олоф Ольссон Швеція                                    | 58.8    | Елемер Сатмарі                                    | 59.6    |
| 400 м вільним стилем            | Александр Жані Франція                                               | 4:35.2  | Дьордь Мітро                                               | 4:50.4  | Мілослав Бартушек Чехословаччина                  | 4:51.4  |
| 1500 м вільним стилем           | Дьордь Мітро                                                         | 19:28.0 | Ференц Вереш                                               | 20:07.0 | Маріян Стипетич Югославія                         | 20:08.5 |
| 100 м на спині                  | Жорж Валлере Франція                                                 | 1:07.6  | Дьюла Валент                                               | 1:10.5  | Іржи Ковар Чехословаччина                         | 1:10.5  |
| 200 м брасом                    | Рой Ромейн Велика Британія                                           | 2:40.1  | Антон Церер Югославія                                      | 2:41.6  | Шандор Немет                                      | 2:46.2  |
| естафета 4×200 м вільним стилем | Швеція Пер-Олоф Ольссон Мартін Лунден Пер-Улоф Естранд Олле Юганссон | 9:00.5  | Франція Александр Жані Шарль Бабе Жорж Валлере Жан Валлере | 9:00.7  | Імре Ньєкі Геза Кадаш Дьордь Мітро Елемер Сатмарі | 9:01.0  |

Змагання жінок
| Дисципліна                      | Золото                                                           | Золото | Срібло                                                                                   | Срібло | Бронза                                                                    | Бронза |
| ------------------------------- | ---------------------------------------------------------------- | ------ | ---------------------------------------------------------------------------------------- | ------ | ------------------------------------------------------------------------- | ------ |
| 100 м вільним стилем            | Фріце Карстенсен Данія                                           | 1:07.8 | Ганні Термелен Нідерланди                                                                | 1:08.1 | Ґрета Андерсен Данія                                                      | 1:08.3 |
| 400 м вільним стилем            | Карен Маґрете Гаруп Данія                                        | 5:18.2 | Кетрін Ґібсон Велика Британія                                                            | 5:19.8 | Фернанде Сарун Бельгія                                                    | 5:20.9 |
| 100 м на спині                  | Карен Маґрете Гаруп Данія                                        | 1:15.9 | Кетрін Ґібсон Велика Британія                                                            | 1:16.5 | Іет ван Феґґелен Нідерланди                                               | 1:18.0 |
| 200 м брасом                    | Нел ван Вліт Нідерланди                                          | 2:56.6 | Ева Секей                                                                                | 2:57.9 | Янні де Ґрот Нідерланди                                                   | 3:00.5 |
| естафета 4×100 м вільним стилем | Данія Ельві Свендсен Карен Гаруп Ґрета Андерсен Фріце Карстенсен | 4:32.3 | Нідерланди Марґот Марсман Ірма Гейтінґ-Схумахер Марі-Луїзе Лінссен-Вассен Ганні Термелен | 4:36.0 | Велика Британія Кетрін Ґібсон Лілліан Пріс Ненсі Ріах Марґарет Веллінґтон | 4:37.1 |

### Водне поло
| Дисципліна       | Золото | Срібло | Бронза  |
| ---------------- | ------ | ------ | ------- |
| чоловічий турнір | Італія | Швеція | Бельгія |